# Anaxipha volucer
Anaxipha volucer är en insektsart som beskrevs av Otte, D. 2006. Anaxipha volucer ingår i släktet Anaxipha och familjen syrsor. Inga underarter finns listade i Catalogue of Life.